# Довге (Алчевський район)
До́вге — село в Україні,  у Зимогір'ївській міській громаді Алчевського району Луганської області. Населення становить 311 осіб.
Знаходиться на тимчасово окупованій території України. 
Відповідно до Розпорядження Кабінету Міністрів України від 12 червня 2020 року № 717-р «Про визначення адміністративних центрів та затвердження територій територіальних громад Луганської області» увійшло до складу Зимогір'ївської міської громади.

## Географія
Село Довге розташоване на правому березі річки Сіверський Донець. Сусідні населені пункти: селище Слов'яносербськ (за течією Сіверського Дінця) і села Сміле на північному заході, Новогригорівка на заході, Степове і Новодачне на південному заході, Суходіл і Красний Луч на півдні, села Новоселівка на південному сході, Жовте і Крута Гора (нижче за течією Сіверського Дінця) на сході.

### Особливості розташування

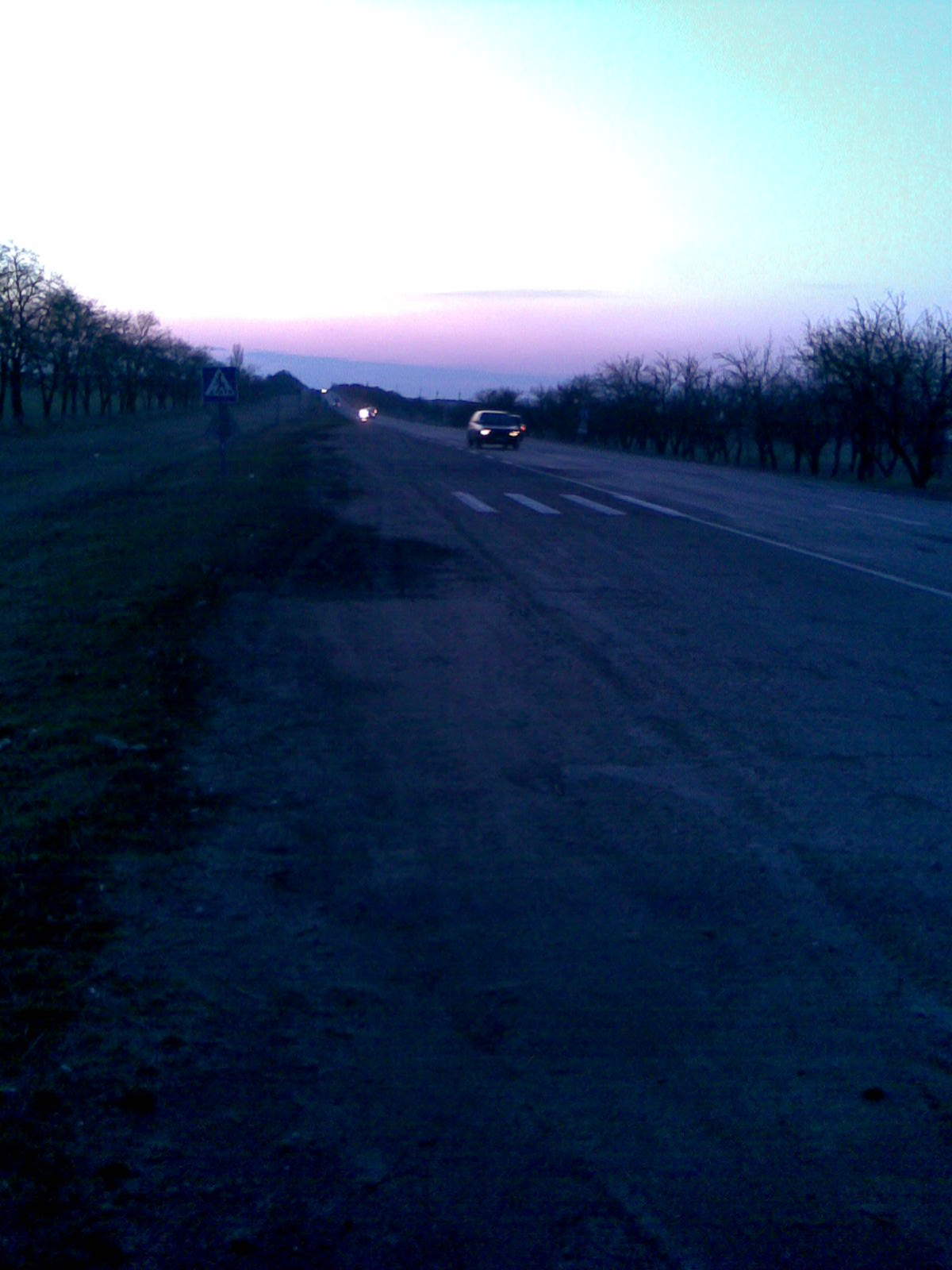
Бахмутський шлях біля с. Довге — місце запеклих боїв у січні 1942 року

Село Довге має унікальне розташування, яке відігравало значну роль в історії села в різні військові кампанії, зокрема в часи німецько-радянської війни 1942 року: село знаходиться між Бахмутським шляхом і річкою Донець у місці, де вони найбільше сходяться. З огляду на стратегічну роль як шляху, так і долини річки в різноманітних військових проектах тут мали місце багаторазові протистояння за володіння цією територією, зокрема для контролю транспортних переміщень по «Бахмутці».

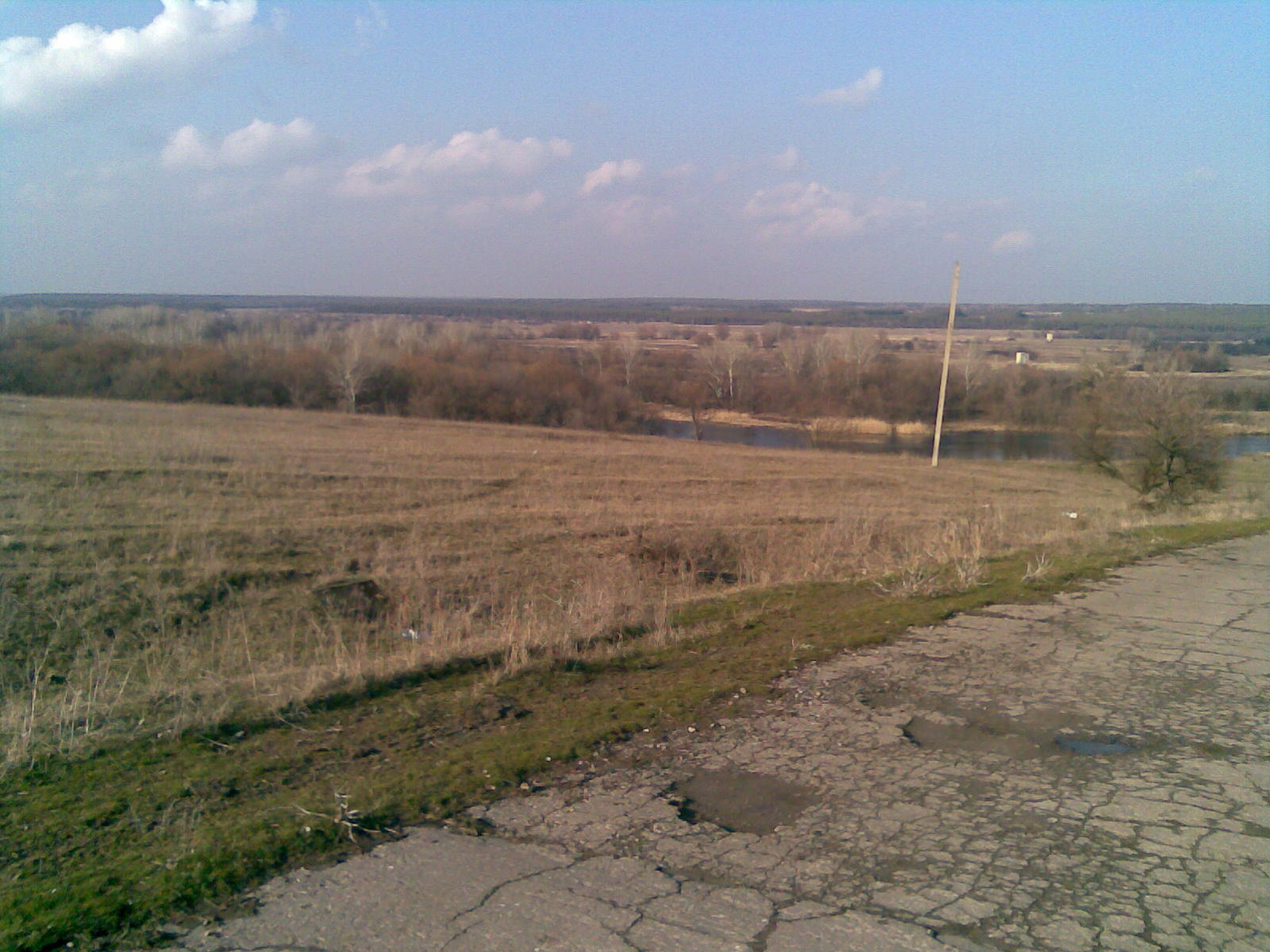
Вид на Донець з краю с. Довге (Луганщина)

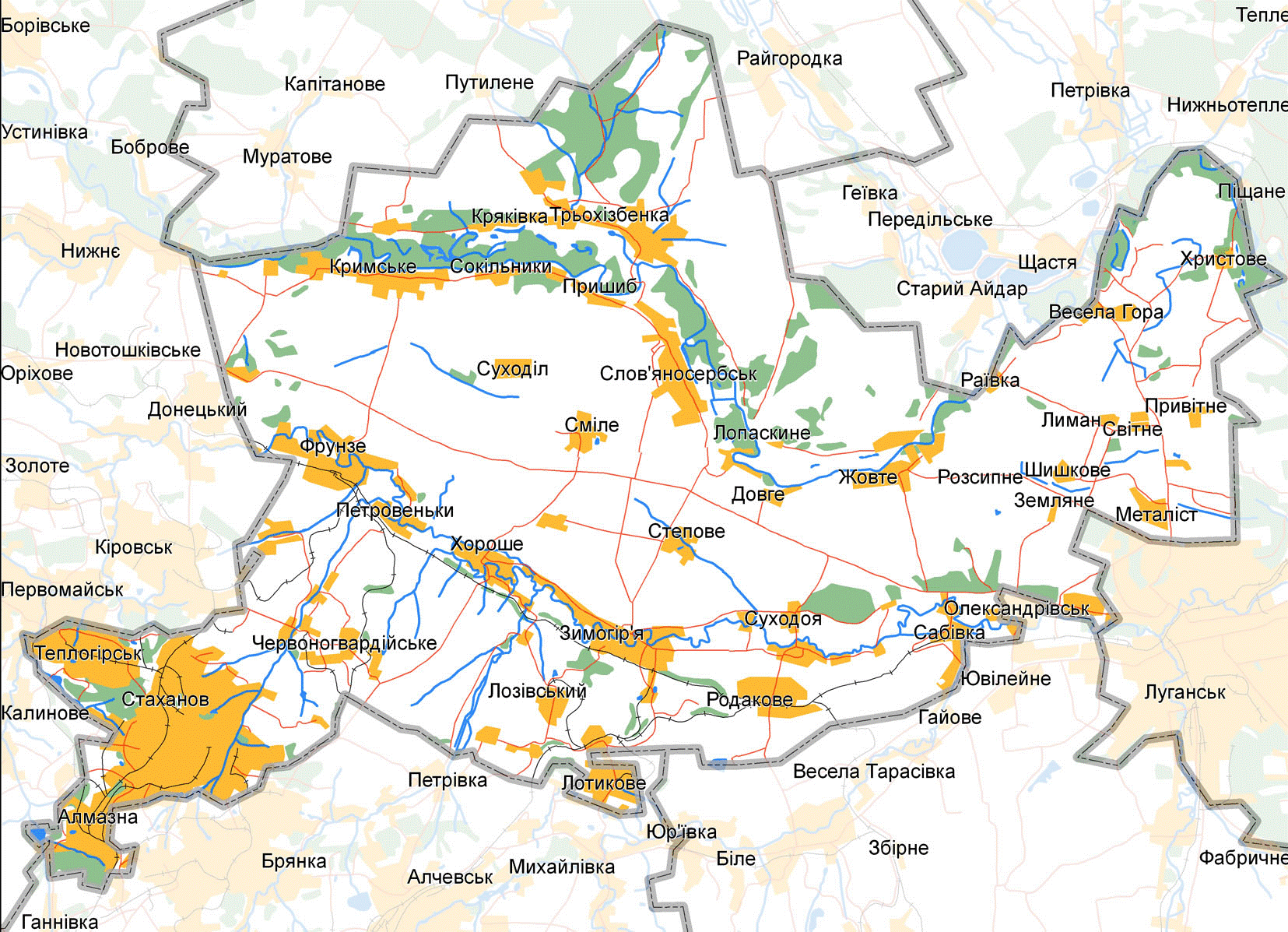
Картосхема Слов'яносербського району: с. Довге лежить в місці, де Бахмутський шлях підходить найближче до Дінця

## Населення, культура, влада
В селі є клуб, проте він майже завжди закритий.
Село підпорядковане смт Слов'яносербськ.

### Мова
Розподіл населення за рідною мовою за даними перепису 2001 року:
| Мова       | Кількість | Відсоток |
| ---------- | --------- | -------- |
| російська  | 228       | 73.31%   |
| українська | 81        | 26.05%   |
| білоруська | 2         | 0.64%    |
| Усього     | 311       | 100%     |

## Відомі люди
В селі Довге похований Борис Попов, відомий український зоолог, автор першого випуску першого тому багатотомного видання «Фауна України». Борис Михайлович загинув тут у січні 1942 року, під час бойових дій за утримання контролю над Бахмутським шляхом.